# Франсіско Рубіо (астронавт)
Франсіско Карлос «Френк» Рубіо (англ. Francisco Carlos "Frank" Rubio ; нар. 11 грудня 1975 року, Лос-Анджелес, штат Каліфорнія, США) — американський астронавт, пілот вертольота, військовий лікар хірург, полковник-лейтенант армії США.
21 вересня 2022 року стартував з космодрому Байконур до МКС як бортінженер екіпажу транспортного пілотованого корабля "Союз МС-22" та космічних експедицій МКС-67 / МКС-68. Нині перебуває у космічному польоті.

## Ранні роки
Франсіско Карлос «Френк» Рубіо народився 11 грудня 1975 року в місті Лос-Анджелес, штат Каліфорнія в сім'ї лікаря хірурга Карлоса Рубіо Рейєс і його дружини Мірни Аргуети. Рідним для себе Франсіско вважає місто Маямі (штат Флорида).

## Військова служба
Після закінчення старшої середньої школи в Маямі вступив до Військової академії Вест-Пойнт (штат Нью-Йорк), яку закінчив у 1998 році з дипломом бакалавра з міжнародних відносин. Навчався в Коледжі командування та Генерального штабу армії США.
Служив в армії США. У званні другого лейтенанта командував взводом у батальйоні 82-го штурмового авіаполку («Redhawks»), потім служив командиром роти в батальйоні 3-го авіаполку («STORM»). Як пілот вертольота Sikorsky UH-60 Black Hawk налітав понад 1100 годин, у тому числі понад 600 годин у бойовій обстановці в Боснії, Афганістані та Іраку.
У 2010 році закінчив Військово-медичний університет об'єднаних видів ЗС США в Бетесді, штат Меріленд, де отримав ступінь доктора медицини. Проходив стажування в галузі сімейної медицини у військовому госпіталі армії Мартіна у Форт-Беннінгу, штат Джорджія. Служив супервайзером клініки, відповідальним постачальником ліків та льотним лікарем у Редстоунському арсеналі, штат Алабама. У 2017 році у званні майора служив батальйонним лікарем (хірургом) 10-ї авіадесантної групи спеціальних сил Армії США (ВДВ). Полковник-лейтенант.

## Космічна підготовка
У червні 2017 року було зараховано до кандидатів 22 набори астронавтів НАСА. У серпні того ж року розпочав проходження курсу базової загальнокосмічної підготовки в Космічному центрі імені Ліндона Джонсона. 10 січня 2020 року йому було присвоєно кваліфікацію астронавт.
9 грудня 2020 року був включений до групи астронавтів для підготовки до пілотованих місячних експедицій у рамках програми "Артеміда ". У 2021—2022 роках проходив підготовку в Центрі підготовки космонавтів імені Ю. А. Гагаріна. У червні 2021 року разом з космонавтом Ганною Кікіною та інструктором ЦПК брав участь у тренуванні умовного екіпажу за діями після посадки апарата, що спускається, на водну поверхню. У лютому 2022 року у складі умовного екіпажу разом з інструктором ЦПК та астронавтом Лорел О'Хара брав участь у тренуванні з дій при посадці в лісисто-болотистій місцевості взимку.
14 липня 2022 року, після підписання угоди між Роскосмосом і НАСА щодо польотів інтегрованих екіпажів на російських та американських пілотованих транспортних кораблях, Ф. Рубіо був включений бортінженером-2 до складу екіпажу транспортного космічного корабля " Союз МС-22 " запуск якого заплановано на 21 вересня 2022 року з космодрому Байконур.

## Політ
21 вересня 2022 року о 16:54:49 (13:54:49 UTC) стартував на ракеті-носії «Союз-2.1а» з 31-го майданчика космодрому Байконур як бортінженер екіпажу транспортного космічного корабля " Союз МС-22 ". Політ проходив за двовитковою схемою зближення з МКС і склав трохи більше трьох годин. О 20:06:33 мск (17:06:33 UTC) корабель пристикувався в автономному режимі до модуля " Рассвет " (МІМ-1). Запуск корабля «Союз МС-22» став першим у рамках угоди Роскосмосу та НАСА про перехресні польоти.
16 листопада 2022 року Френк Рубіо та Джош Кассада здійснили вихід у відкритий космос для робіт з модернізації системи енергопостачання. Вони встановили кронштейн на опорному сегменті Міжнародної космічної станції для нової пари розсувних сонячних антен iRosa. Тривалість виходу становила понад 7 годин. 3 грудня Джош Кассада та Френк Рубіо провели другий семигодинний вихід у відкритий космос для проведення робіт із встановлення панелей сонячних батарей iROSA. 22 грудня астронавти Френк Рубіо та Джош Кассада знову вийшли у відкритий космос для проведення на поверхні Міжнародної космічної станції монтажних робіт з метою модернізації системи енергопостачання. Протягом семи годин астронавти змонтували додаткові пари нових потужніших сонячних панелей IROSA.
Станом на 14 вересня 2023 року, астронавт Френк Рубіо встановив новий рекорд для найдовшої місії на орбіті для американця, провівши понад 355 днів на борту МКС. Побивши попередній рекорд американця, встановлений Марком Ванде в 2022 році, Рубіо висловив надію, що зможе досягти 365 днів на орбіті. Згідно з планом, Рубіо повинен повернутися на Землю 27 вересня 2023 року, і на той момент він пройде 371 день у космосі.
18 вересня 2023 року, за повідомленням NASA, астронавт Френк Рубіо встановив рекорд з найдовшого перебування в космосі серед астронавтів NASA. Він побив попереднє досягнення у 355 днів, 3 години та 45 хвилин, що належав астронавту NASA Марку Ванде Хею.

## Сім'я та захоплення
Франсіско Рубіо одружений на Дебор Рубіо. У сім'ї четверо дітей.
Під час навчання у Вест-Пойнті Ф. Рубіо займався американським футболом та парашутним спортом.

## Нагороди
- Бронзова зірка (США), двічі
- Медаль «За похвальну службу» (Міністерство оборони США), двічі
- медаль «За досягнення» (Army Achievement Medal) (чотири);
- медаль подяки за службу в СВ (чотири)[1][2].